# Chalair Aviation
Chalair Aviation es una aerolínea regional francesa con sede central en el aeropuerto de Caen-Carpiquet, departamento de Calvados. Opera vuelos regionales planificados así como vuelos chárter.

## Historia
La aerolínea la fundó Philippe Lebaron en 1986, con el nombre "Chalair". En 1997, cambió el nombre por "Chalair Aviation", operando un Fairchild Swearingen Metroliner para vuelos  regulares entre Le Mans y Eindhoven y un ATR 42 entre Cherburgo y París-Orly. Entre 1997 y 2004, Chalair Aviation operó un Fairchild Swearingen Metroliner, un ATR 42-300 y tres jets Cessna 550 Citation II y CJ2.
La aerolínea ofrece servicios regulares, así como servicios de transporte corporativo, transporte de carga (incluyendo materiales tóxicos y corrosivos), vuelos comerciales y sanitarios, certificación y formación de pilotos, gestión e ingeniería de aeronaves y servicios de mantenimiento para aeronaves. Actualmente, la aerolínea emplea a un total de 42 personas, de las cuales 27 son pilotos. 
En julio de 2016, Chalair Aviation asumió la ruta Amberes-Hamburgo de la aerolínea en quiebra VLM Airlines, inaugurando su primer servicio a Alemania tras suspender los vuelos entre Lyon y Colonia.

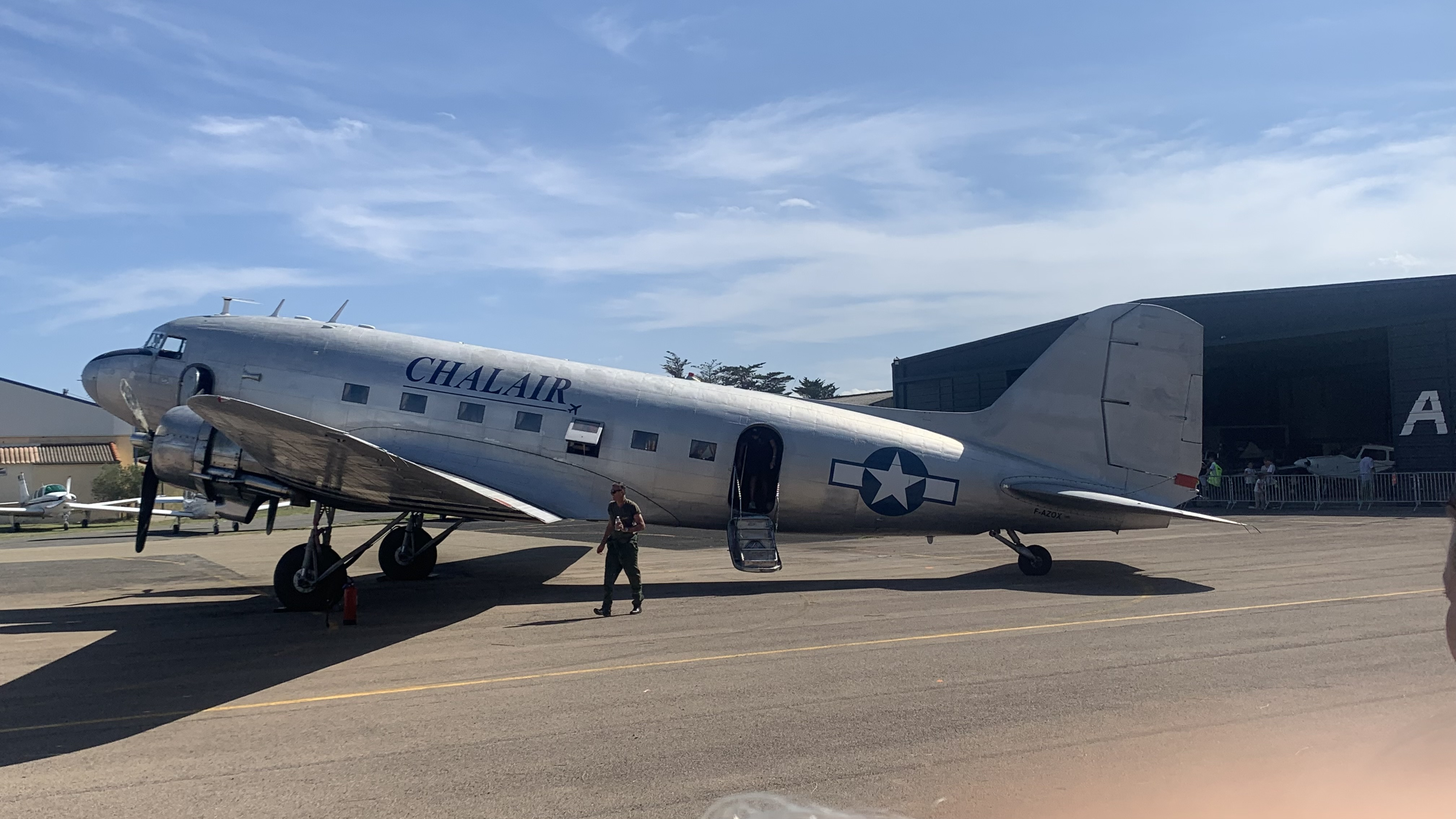
Un Douglas DC-3 de Chalair en el aeropuerto de Perpiñán-Rivesaltes (2023).

La aerolínea emergente alemana Green Airlines seleccionó a Chalair Aviation como su aerolínea operativa para los vuelos nacionales alemanes a partir de febrero de 2021.

## Destinos

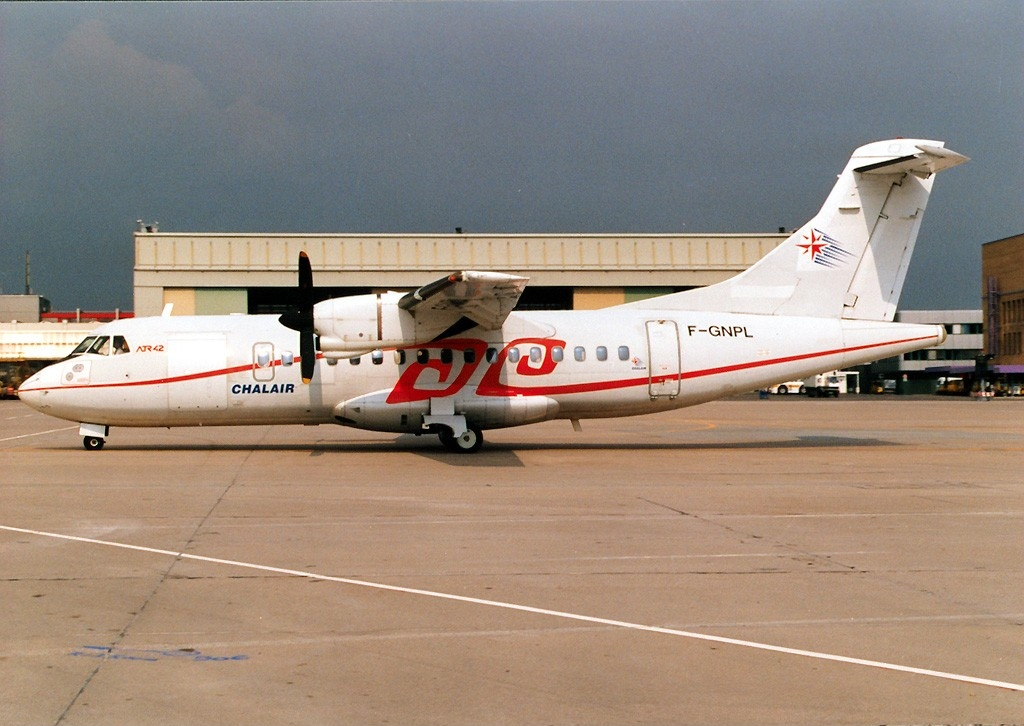
Antiguo Chalair Aviation ATR 42-300

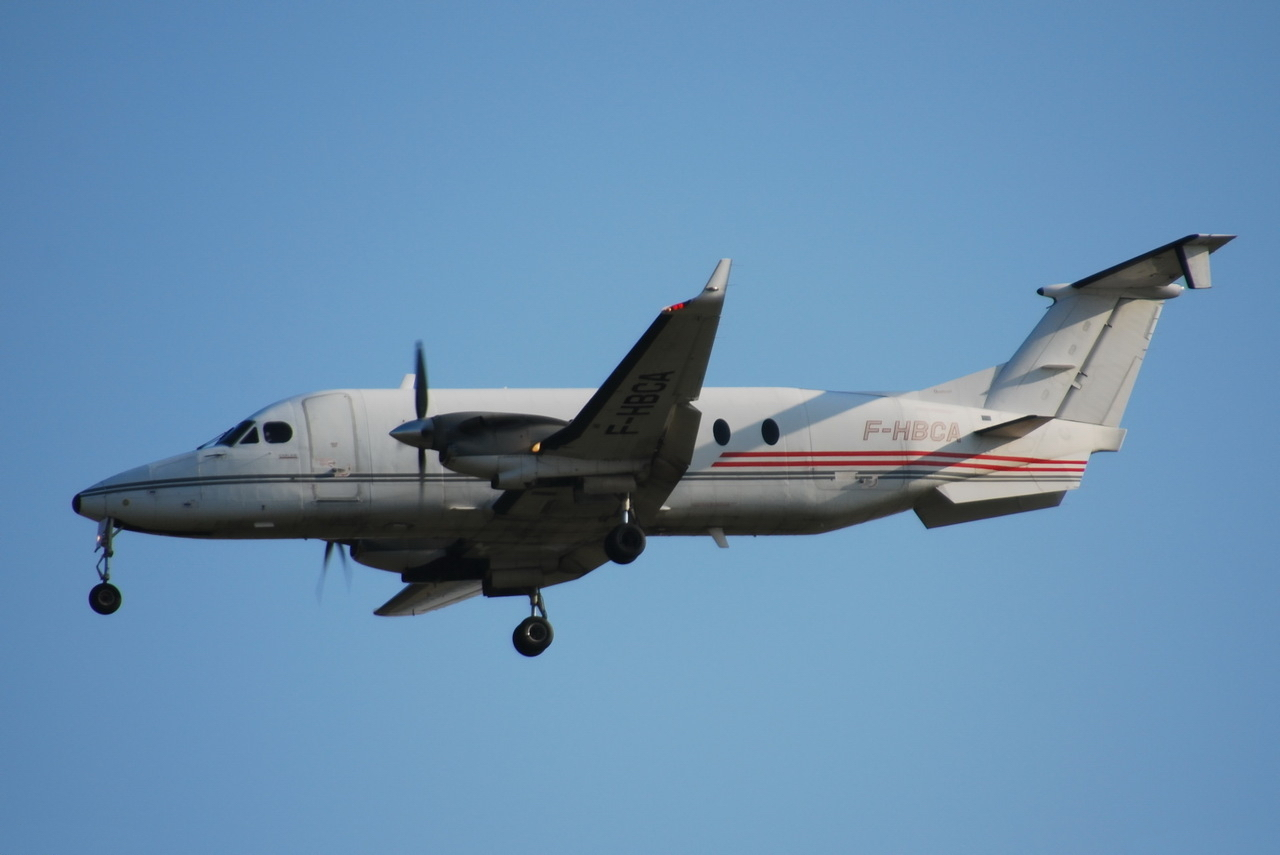
Chalair Aviation Beechcraft 1900D

En junio de 2025, Chalair Aviation opera vuelos regulares a los siguientes destinos:
| Países  | Destinos           | Aeropuertos                              | Notas      |
| ------- | ------------------ | ---------------------------------------- | ---------- |
| Bélgica | Bruselas           | Aeropuerto de Bruselas                   | Estacional |
| Francia | Ajaccio            | Aeropuerto de Ajaccio-Napoleón Bonaparte | Estacional |
| Francia | Aurillac           | Aeropuerto de Aurillac-Tronquières       |            |
| Francia | Brest              | Aeropuerto de Brest-Bretagne             | Estacional |
| Francia | Brive-la-Gaillarde | Aeropuerto de Brive-Souillac             |            |
| Francia | Caen               | Aeropuerto de Caen-Carpiquet             | Estacional |
| Francia | Castres            | Aeropuerto de Castres-Mazamet            |            |
| Francia | Limoges            | Aeropuerto de Limoges                    |            |
| Francia | Lyon               | Aeropuerto de Lyon-Saint Exupéry         |            |
| Francia | Niza               | Aeropuerto Int. de Niza-Costa Azul       | Estacional |
| Francia | París              | Aeropuerto de París-Orly                 | HUB        |
| Francia | Pau                | Aeropuerto de Pau-Pirineos               | Estacional |
| Irlanda | Kerry              | Aeropuerto de Kerry                      | Estacional |

## Flota actual
La flota de la aerolínea posee en la actualidad las siguientes aeronaves:
| Aeronaves        | En servicio | Pedidos | Pasajeros (clase única)                            | Matrículas                                         | Antigüedad                                         |
| ---------------- | ----------- | ------- | -------------------------------------------------- | -------------------------------------------------- | -------------------------------------------------- |
| ATR 42-500       | 3           | —       | 48                                                 | F-GPYK                                             | 28,4 años                                          |
| ATR 42-500       | 3           | —       | 48                                                 | F-GPYM                                             | 28,3 años                                          |
| ATR 42-500       | 3           | —       | 48                                                 | F-GPYN                                             | 28,3 años                                          |
| ATR 72-500       | 2           | —       | 70                                                 | F-HAPL                                             | 24,5 años                                          |
| ATR 72-500       | 2           | —       | 70                                                 | F-HBCM                                             | 19,6 años                                          |
| Beechcraft 1900D | 4           | —       | 19                                                 | F-HBCJ                                             | 26,6 años                                          |
| Beechcraft 1900D | 4           | —       | 19                                                 | F-HBCC                                             | 26,3 años                                          |
| Beechcraft 1900D | 4           | —       | 19                                                 | F-HBCK                                             | 25,7 años                                          |
| Beechcraft 1900D | 4           | —       | 19                                                 | F-HBCB                                             | 25,5 años                                          |
| Total            | 9           | —       | Edad media de la flota (junio de 2025): 25,9 años. | Edad media de la flota (junio de 2025): 25,9 años. | Edad media de la flota (junio de 2025): 25,9 años. |

### Flota histórica
| Aeronaves                           | Total | Introducido | Retirado | Matrículas                                                              |
| ----------------------------------- | ----- | ----------- | -------- | ----------------------------------------------------------------------- |
| ATR 42-300                          | 3     | 1997        | 2021     | F-GNPL, F-GVZJ y F-HBCS                                                 |
| Beechcraft King Air                 | 9     | 1987        | 2021     | F-GGLA, F-GKII, F-GIJB, F-GETJ, F-GSIN, F-GTEF, F-GHLB, F-GPAS y F-GULM |
| Cessna 550 Citation II              | 1     | 1993        | 2000     | F-GNCP                                                                  |
| Fairchild Swearingen Metroliner III | 1     | 1993        | 1999     | F-GHVG                                                                  |
| Learjet 45                          | 1     | 2007        | 2008     | F-HCGD                                                                  |